# Bernard Leroux
Pour les articles homonymes, voir Leroux.
Bernard Leroux est un ingénieur du son français.

## Filmographie

### Cinéma
- 1981 : La Chèvre de Francis Veber
- 1982 : Passion de Jean-Luc Godard
- 1984 : Souvenirs, Souvenirs d'Ariel Zeitoun
- 1984 : Un dimanche à la campagne de Bertrand Tavernier
- 1984 : Gwendoline de Just Jaeckin
- 1985 : Police de Maurice Pialat
- 1985 : Détective de Jean-Luc Godard
- 1986 : Autour de minuit de Bertrand Tavernier
- 1986 : Le Paltoquet de Michel Deville
- 1987 : Au revoir les enfants de Louis Malle
- 1987 : Les mois d'avril sont meurtriers de Laurent Heynemann
- 1987 : Le Cinéma dans les yeux de Gilles et Laurent Jacob
- 1988 : L'Ours de Jean-Jacques Annaud
- 1988 : Trois places pour le 26 de Jacques Demy
- 1989 : Astérix et le Coup du menhir de Philippe Grimond
- 1990 : Le Château de ma mère d'Yves Robert
- 1990 : La Gloire de mon père d'Yves Robert
- 1991 : La Belle Noiseuse de Jacques Rivette
- 1991 : L'Opération Corned-Beef de Jean-Marie Poiré
- 1991 : Netchaïev est de retour de Jacques Deray
- 1992 : Le Zèbre de Jean Poiret
- 1993 : La Soif de l'or de Gérard Oury
- 1993 : Les Visiteurs de Jean-Marie Poiré
- 1994 : Jeanne la Pucelle de Jacques Rivette
- 1995 : Les Anges gardiens de Jean-Marie Poiré
- 1996 : Delphine 1, Yvan 0 de Dominique Farrugia
- 1996 : Microcosmos : Le Peuple de l'herbe de Claude Nuridsany et Marie Pérennou
- 1996 : Fantôme avec chauffeur de Gérard Oury
- 1997 : La Vérité si je mens ! de Thomas Gilou
- 1997 : Les Sœurs Soleil de Jeannot Szwarc
- 1998 : Secret défense de Jacques Rivette
- 1998 : Les Couloirs du temps : Les Visiteurs 2 de Jean-Marie Poiré
- 1999 : Himalaya : L'Enfance d'un chef d'Éric Valli
- 1999 : Le Double de ma moitié d'Yves Amoureux
- 2001 : La Vérité si je mens ! 2 de Thomas Gilou
- 2004 : L'Enquête corse d'Alain Berberian
- 2004 : Vipère au poing de Philippe de Broca
- 2007 : Michou d'Auber de Thomas Gilou

### Télévision
- 1996-2006 : Julie Lescaut (20 épisodes)
- 2007-2008 : Chez Maupassant (15 épisodes)
- 2009 : Contes et nouvelles du XIXe siècle (7 épisodes)

## Distinctions

### Récompenses
- César du meilleur son
  - en 1987 pour Autour de minuit
  - en 1988 pour Au revoir les enfants
  - en 1997 pour Microcosmos : Le Peuple de l'herbe

### Nominations
- César du meilleur son
  - en 1985 pour Souvenirs, Souvenirs
  - en 1989 pour L'Ours
- BAFTA 1986 : British Academy Film Award du meilleur son pour Carmen